# Pentanisia rubricaulis
Pentanisia rubricaulis är en måreväxtart som först beskrevs av Karl Moritz Schumann, och fick sitt nu gällande namn av Jesper Kårehed och Birgitta Bremer. Pentanisia rubricaulis ingår i släktet Pentanisia och familjen måreväxter. Synonymen Calanda rubricaulis var enda arten i det tidigare släktet Calanda.
Artens utbredningsområde är Angola. Inga underarter finns listade i Catalogue of Life.